# جحوظ العين
جحوظ العين (بالإنجليزية: EXOPHTHALMOS) إن جحوظ العين عبارة عن بروزها إلى الأمام بحيث يلفت انتباه الآخرين وخاصة إذا كان في عين واحدة.

## أسباب جحوظ العين
يتسبب في جحوظ العين عوامل كثيرة.. أهمها:
- قصر النظر الشديد.
- شللٌ في الأعصاب والعضلات المحركة للعين.
- التهابات في الأنسجة المحيطة بالعين وما خلفها
- النشاط المتزايد ل الغدة الدرقية.
- ماء سوداء خلقية.
- نزيف شديد وراء العين.
- أورام وراء العين
- كسور في عظم الجمجمة المحيط بالعين.
- تغيرات خلقية في الجمجمة يصاحبها نقص في عمق التجويف العيني (المحجر).
ويسهل علاج جحوظ العين إذا عرف السبب، وذلك بالاستفسار الدقيق عن تاريخ المرض وباستخلاص عينات من الدم لفحص إفرازات الغدة الدرقية. وبالكشف عن أي التهابات مع إجراء صور شعاعية للمريض وصور ما فوق الصوتية لمحجر العين.